# Biserica Nașterea Sfintei Fecioare Maria din Hârlău

Biserica romano-catolică din Hârlău.

Biserica "Nașterea Sfintei Fecioare Maria" din Hârlău este o biserică romano-catolică din orașul Hârlău (județul Iași).

## Istoric

### Comunitatea catolică medievală
În secolele XVI și XVI, Hârlăul era un târg important al Moldovei, aici existând o curte domnească și două biserici domnești (una ctitorită de Ștefan cel Mare și alta de Petru Rareș). Ca urmare, s-au stabilit meseriași și negustori străini care au format o mică comunitate catolică.
Primul misionar care menționează existența unei biserici catolice la Hârlău este călugărul franciscan Francesco Pastis di Candia într-un raport al său, datat cu aproximație în anii 1595-1596. Un raport anonim italian din anul 1606 precizează că aici era o biserică catolică din zidărie, aflată într-o stare dărăpănată, la care slujea rar preotul de la Cotnari.
La mijlocul secolului al XVII-lea, Marco Bandini, arhiepiscop de Marcianopolis și administrator apostolic al Diecezei de Bacău, a vizitat principalele comunități catolice din Moldova. Cu acest prilej, el a scris un raport intitulat "Codex" (Visitatio generalis omnium ecclesiarum catholicarum romani ritus in Provincia Moldaviae), pe care l-a terminat de redactat la Bacău la 2 martie 1648. El a trecut și prin Hârlău găsind aici o comunitate catolică în proces de asimilare și convertire la religia ortodoxă. Biserica era în ruină, iar viile ei - părăginite. Mai existau 28 de suflete, însă generația nouă trecuse la ortodocși.
În anul 1661, viceprefectul Blasiu Koicsewicz face alte vizite în satele catolice din Moldova, notând că în Hârlău "se vede că a fost o biserică romano-catolică . Aici (catolicii n.n.) sunt puțini și săraci. În total sunt 20 de suflete ce stau sub ascultarea parohului de Cotnari." Cu prilejul vizitei, a celebrat slujba în casa unui creștin.
Un alt misionar, Vito Piluzzi din Vignanello, a scris despre starea de devastare a bisericii catolice din Hârlău. El preciza la 14 decembrie 1668, într-un "raport sub formă de răspuns la un chestionar adresat nunțiului din Polonia", că "în Hârlău sunt zece suflete, biserica nu are nimic."  Într-un alt răspuns din 26 august 1671 la un chestionar al congregației De Propaganda Fide, intitulat "Despre misiunea din Moldova", același misionar menționa că la Hârlău este o biserică de piatră, părăsită.

### Biserica romano-catolică actuală
În anul 1820, comunitatea catolică din Hârlău aparținea de Parohia Hălăucești. Schematismul Misiunii Catolice din Moldova din 1850 menționează existența a 35 credincioși la Hârlău. Aceștia nu aveau biserică, fiind afiliați la Parohia Hălăucești, apoi la Parohia Horlești.
În anul 1905, tâmplarul și apicultorul Anton Petz și soția sa, Iosefina, au construit o biserică pe terenul grădinii lor din Hârlău, biserica fiind sfințită la data de 2 octombrie 1905. Ei au avut 16 copii, dintre care doi au devenit preoți romano-catolici: Gheorghe Petz (1894-1974) - fost paroh la Butea și ordinarius substitutus (locțiitor de episcop) al Diecezei Romano-Catolice de Iași (25 mai - 15 noiembrie 1950) și Anton Petz (1909-1978) - fost paroh la Răchiteni și Iugani.
În perioada interbelică, comunitatea catolică din Hârlău crește treptat ca urmare a stabilirii aici a unor muncitori germani, care lucrau în industria sticlăriei. Astfel, în anul 1938 erau aici 54 familii cu 104 credincioși. Hârlăul făcea parte pe atunci din județul Botoșani, iar biserica catolică din Hârlău era filială a Parohiei Botoșani (unde păstorea pr. Wilhelm Clofanda). În anul 1940, locuitorii germani au emigrat în Germania, comunitatea catolică locală scăzând la un grup de 6-8 familii.
În anul 1946, biserica romano-catolică din Hârlău a devenit filială a Parohiei romano-catolice din Cotnari (localitate aflată la 10 km distanță). Liturghiile erau celebrate prin rotație de un preot care vine de la Cotnari. Conform datelor furnizate de Episcopia Romano-Catolică de Iași, în anul 1950 a fost construită o nouă biserică.
În perioada comunistă, s-au stabilit în oraș și alte familii de religie catolică, astfel încât comunitatea locală a crescut ușor: 18 familii cu 50 credincioși (1979) și 25 familii cu 45 credincioși (1994). În anul 1964, lângă biserică a fost construită o fabrică de pâine, care este astăzi în ruine.
La 8 februarie 2004, aflat într-o vizită pastorală în Parohia Cotnari, episcopul Petru Gherghel de Iași a participat la liturghia în biserica din Hârlău și s-a întâlnit cu credincioșii filialei.
Biserica a fost consolidată și renovată în perioada iunie-iulie 2010 cu fonduri de la un donator din Germania. S-a construit o sacristie, s-au consolidat pereții exteriori, care au fost izolați termic cu polistiren, s-a modificat forma turlei (inițial era octogonală, în prezent este pătrată), s-a înlocuit învelitoarea de tablă de pe acoperișul bisericii și al turlei și s-a montat o ușă metalică și ferestre termopan.
În prezent, Biserica romano-catolică din Hârlău este filială a Parohiei romano-catolice "Sf. Înălțarea Sfintei Cruci" din satul Cotnari. Liturghii sunt celebrate doar în zilele de marți (dimineața) și duminică (seara) sau cu ocazia unor sărbători religioase. Comunitatea catolică din Hârlău avea în anul 2004 un număr de 25 de familii cu 47 de credincioși.

## Imagini

Biserica romano-catolică din Hârlău
Biserica romano-catolică din Hârlău
Biserica romano-catolică din Hârlău
Biserica romano-catolică din Hârlău